# 특명 어벤저 4 - 왕중왕
《특명 어벤저 4 - 왕중왕》(The King Of The Kickboxers)은 미국에서 제작된 루카스 로우 감독의 1991년 액션 영화이다. 로렌 아베돈 등이 주연으로 출연하였다.

## 출연

### 주연
- 로렌 아베돈
- 리차드 재켈
- 돈 스트로우드
- 빌리 블랭크스
- 케이스 쿡

### 조연
- 제리 트림블
- 셰리 로즈
- 윌리엄 롱 주니어
- 데이빗 마이클 스털링